# Ist Sattsein richtig ernährt?
Ist Sattsein richtig ernährt? ist ein Dokumentarfilm des DEFA-Studios für populärwissenschaftliche Filme von Ulrich Kluck aus dem Jahr 1966.

## Handlung
Eingangs des Films zeigen die Aufnahmen diverse Geräte und Maschinen, die alle zum problemlosen Betreiben eine wohldosierte Energiezufuhr benötigen. Die Energie, die der Mensch zum Leben benötigt, bezieht er aus der Nahrung. Schwere körperliche Arbeit verbraucht mehr, leichtere Arbeit weniger Energie. Den Energiebedarf aber nur über den Hunger zu definieren, wäre jedoch zu einfach, denn das stimmt nur, wenn die Mahlzeiten richtig zusammengesetzt sind. Ein großer Teil der Menschen ernährt sich falsch, denn sie bevorzugen zu süße oder zu fette Speisen. Obwohl durch die fortschreitende Technisierung die körperliche Arbeit immer mehr reduziert wird, essen die Menschen viel zu große Portionen, weshalb sie auch zunehmen. Immer häufiger müssen die Ärzte Fettsucht und ihre Folgen behandeln.
Schlimm daran ist, dass jedes Kilogramm zu viel, eine Mehrbelastung für Herz und Blutkreislauf darstellt. In 95 Prozent aller Fälle ist falsche Ernährung der Grund für das Übergewicht. Mehrere Versuche mit je einem Normalgewichtigen und einem Übergewichtigen zeigen, dass die Leistungsfähigkeit des Dickeren viel schwächer ist. Schwerer noch wiegen die Schäden an der Gesundheit, denn fast die Hälfte der Ausgaben der Sozialversicherung in der DDR muss für Leiden ausgegeben werden, die direkt oder indirekt von falscher Ernährung herrühren.
Vernünftig, regelmäßig und ohne Hast essen, darauf kommt es an.

## Produktion
Ist Sattsein richtig ernährt? wurde unter dem Arbeitstitel Ernährung auf ORWO-Color gedreht. Die Dramaturgie lag in den Händen von Peter Sattler.